# Soldathem i Sverige
Soldathem är i Sverige ett antal lokaler i civil regi i anslutning till vissa militära förläggningsorter.
Soldathemsföreningarna består ofta av representanter från förbanden, kommun och Svenska kyrkan och/eller andra samfund och är anslutna till den ideella organisationen Svenska soldathemsförbundet som verkar som riksförbund för samtliga soldathem i Sverige. Soldathemmens verksamhet riktar sig framförallt till militär personal men i vissa fall även till civila. Soldathemmen brukar ligga på gångavstånd från soldaternas logement och ofta utanför kasernstaketet. Soldathemmen erbjuder bland annat föreläsningar, studiecirklar, fritidsverksamhet och idrottsaktiviteter, trådlös uppkoppling och stöd i karriärväxlingsfrågor. Vid ett flertal av Sveriges soldathem serveras även mat och dryck genom café och/eller restaurang. På Soldathemmet finns föreståndaren och fältpastorn tillgängliga för samtal. Det finns även andaktsrum.
För närvarande finns det 19 soldathem i Sverige. Verksamheten skiftar beroende av behov och efterfrågan, men gemensamt för alla soldathem är att de är en naturlig samlings- och träffpunkt för rekryter, personal inom Försvarsmakten och veteraner.

## Bakgrund
Sammanfattningsvis kan soldathemsverksamheten i Sverige beskrivas i tre perioder, var och en med särskilda dominerande drag: pionjärtiden, stabiliseringstiden och den nyare tiden.

### Pionjärtiden (1877–1899)
Soldathemsverksamhetens ursprung var nykterhetsrörelsen och 1800-talets väckelse. Det började 1876 med att soldater samlades under lördagskvällarna på en gammal kroglokal i Stockholms fattigkvarter. Under denna tid var Sverige ett av Europas fattigaste länder. Befolkningen levde i misär, så även svenska soldater, superiet var stort och levnadsförhållandena dåliga. Denna tid står ut för frihetstankens genomslag och avskaffandet av konventikelplakatet vilket möjliggjorde att fritt stående församlingar, arbetarrörelsen och nykterhetsrörelsen kunde växa och leda Sverige mot det demokratiska genombrottet. Dessa folkrörelser hade en samhällsansvarstagande funktion, vilket lämpade sig väl till Sveriges behov av social omsorg, särskilt i de lägre samhällsskikten som efter den omvälvande Industrialiseringen hade hög fattigdom, överkonsumtion av alkohol och brist på framtidstro.
År 1877 grundades Föreningen Soldaternas Vänner i Stockholm som det första av många soldathem under 1800-talet. Verksamheten var grundad på evangelisk och ekumenisk grund och de första åren var Svenska Kyrkan, Svenska Baptistsamfundet, Evangeliska Fosterlands-Stiftelsen och Betesda missionsföreningen representerade i styrelsen. Från början planerades speciella möten för soldaterna där bibelklasser prioriterades med sång och musik, men även engelsklektioner och nykterhetsföredrag förekom.
Åren 1886–1891 blev en tid av omprövning av verksamheten. En artikel i Stockholms missionsblad väckte starka reaktioner hos allmänheten,  vilket ledde till att Svenska Soldathemsförbundets ledamöter beslutade att även soldater kunde besöka soldathem med andra grunder och avsikter än religion. Andliga väckelser möter ofta motstånd. Detta gjorde den även inom soldatmissionen och religionsinriktningen kritiserades. Det ledde till en aversion inom kasernen mot dem som tydligt visade intresse för den kristna väckelsen. Trots skepsis mot verksamhetens religionssyn ökade besöksfrekvensen på Sveriges soldathem.

### Stabiliseringstiden (1900–1949)
1900-talets första hälft blev en period av stabilisering och omvärdering för de svenska soldathemmen. Arbetet skedde efter samma idé och program som under pionjärtiden, dock förekom betydelsefulla utvidgningar. Omsorgen om de troende soldaterna och religion var fortfarande grundläggande för verksamheten. År 1896 bildade en grupp soldater en ynglingaförening som 1901–1902 blev ett förbund för bibelläsning. Detta förbund kom att kallas Brödrakretsen.
År 1902 upptogs en tältmission för att nå trupper placerade på Ladugårdsgärdet som var förlagda i tält. Tältmissionen erbjöd soldaterna tillgång till att skriva brev, läsa och lyssna till predikan. Föreningen Soldaternas Vänner fick även tillåtelse att besöka sjuka soldater på Garnisonssjukhuset i Stockholm. Senare hölls även fester på sjukhusen och biblioteket utvidgades. Under stabiliseringstiden, år 1916, började serveringsrörelsen som erbjöd soldaterna kaffe och choklad. Soldathemmen erbjöd även utrymmen med förvaring av soldaternas civila kläder mot en liten avgift.
År 1922 bildades en syförening på initiativ av prinsessan Ebba Bernadotte. Officersfruar och officersdöttrar samt andra damer samlades på soldathemmen för att utföra arbeten som såldes på den årliga försäljningen. Detta gav soldathemmet ett stort ekonomiskt stöd.

### Den nyare tiden (1950–idag)
Tiden efter 1950 kännetecknas av stora förändringar. Nya och moderna soldathem uppfördes, vilket gör det till en period av expansion. Soldathemmen hade gått från sluten pietism till öppen fritidsgårdsverksamhet i kristen anda. Ekonomiskt stöd kom från Svenska kyrkan, privatpersoner och svenska staten. Statliga bidrag förekommer främst för särskilda ändamål, exempelvis främjande av nykterhet. 
År 1965 fanns det totalt 53 organisationer som bedrev Soldathemsverksamhet. Totalt 39 soldathem var i bruk, dock uppgick antalet soldathem, inräknat av ovannämnda föreningslokaler och organisationer förvaltade fritidshem, till 45.
Under 1970-talet slopades kravet på övernattning på förbanden, vilket blev en dödsstöt för soldathemmen som inte alls blev lika relevanta i soldaternas vardag. Soldathemmen blev i stället ett centrum för fritidsaktiviteter med kurser i fallskärmshoppning, dykning, jägarskola, navigation, data, fotografering, instrument och gospel. Även drogförebyggande verksamhet och andra aktiviteter skulle stödja soldaterna.
En viktig del av verksamheten är den årligen återkommande Soldathemmets dag, då man för allmänheten markerar betydelsen av en kristen samlingsplats i anslutning till försvarsmakten. Under 1990-talet har soldathemmets dag firats i bland annat S:t Görans kyrka, Hedvig Eleonora kyrka och i Johannes kyrka under ledning av föreningens ordförande kyrkoherde. Vanligen förekommande programinslag är musik av militärmusikkår och sång av KFUM-kören. Enligt tradition framförs även tal av högre officer. Svenska kyrkans församlingar har varit och är fortfarande ekonomiskt stödjande.

## Svenska Soldathemsförbundet

Soldathemmets logotyp

Svenska Soldathemsförbundet är en ideell organisation. Förbundet erbjuder samtalsstöd och relationskurser för soldaterna och deras närstående och medverkar även vid informations- och veteranträffar. Svenska Soldathemsförbundets soldathem runt om i landet har ett varierat utbud av aktiviteter, föreläsningar och träffar.
Svenska Soldathemsförbundet samarbetar i anhörig- och veteranfrågor med Försvarsmakten, Invidzonen, Sveriges Veteranförbund Fredsbaskrarna, Sveriges Militära Kamratföreningars Riksförbund och Idrottsveteranerna. Sedan 28 april 2020 är kronprinsessan Victoria beskyddare för Svenska Soldathemsförbundet. Förbundet instiftade 2020 en medalj i guld och silver avsedd att bäras i band på bröstet. Den utdelades första gången under förbundets kongress 19 maj 2020. Förbundets beskyddare erhöll medalj nr 1.
Svenska Soldathemsförbundets verksamhets värdegrund:
”SSHF:s värdegrund står i överensstämmelse med den etik som förvaltats av kristen tradition och utgör grundförutsättningen för arbetet inom soldathemsrörelsen. Vår verksamhet präglas därmed av öppenhet; alla människor, oavsett kön, ålder, funktionshinder, etnisk tillhörighet, religiös övertygelse eller annan trosuppfattning, sexuell läggning, könsöverskridande identitet eller uttryck, etnisk tillhörighet eller liknande välkomnas, respekteras och behandlas likvärdigt. Vår värdegrund gestaltas i mötet med den Andre, där han/hon befinner sig, med lyhördhet inför den enskilda människans livssituation, frågor oc
År 1876 började makarna Carl August Andersson och Natalie von Meijerhelm på lördagskvällarna samla soldater i ett gammalt näringsställe i Stockholms fattigkvarter. Dessa sammankomster erbjöd soldaterna ett annat alternativ till fritidssysselsättning än dryckenskap.

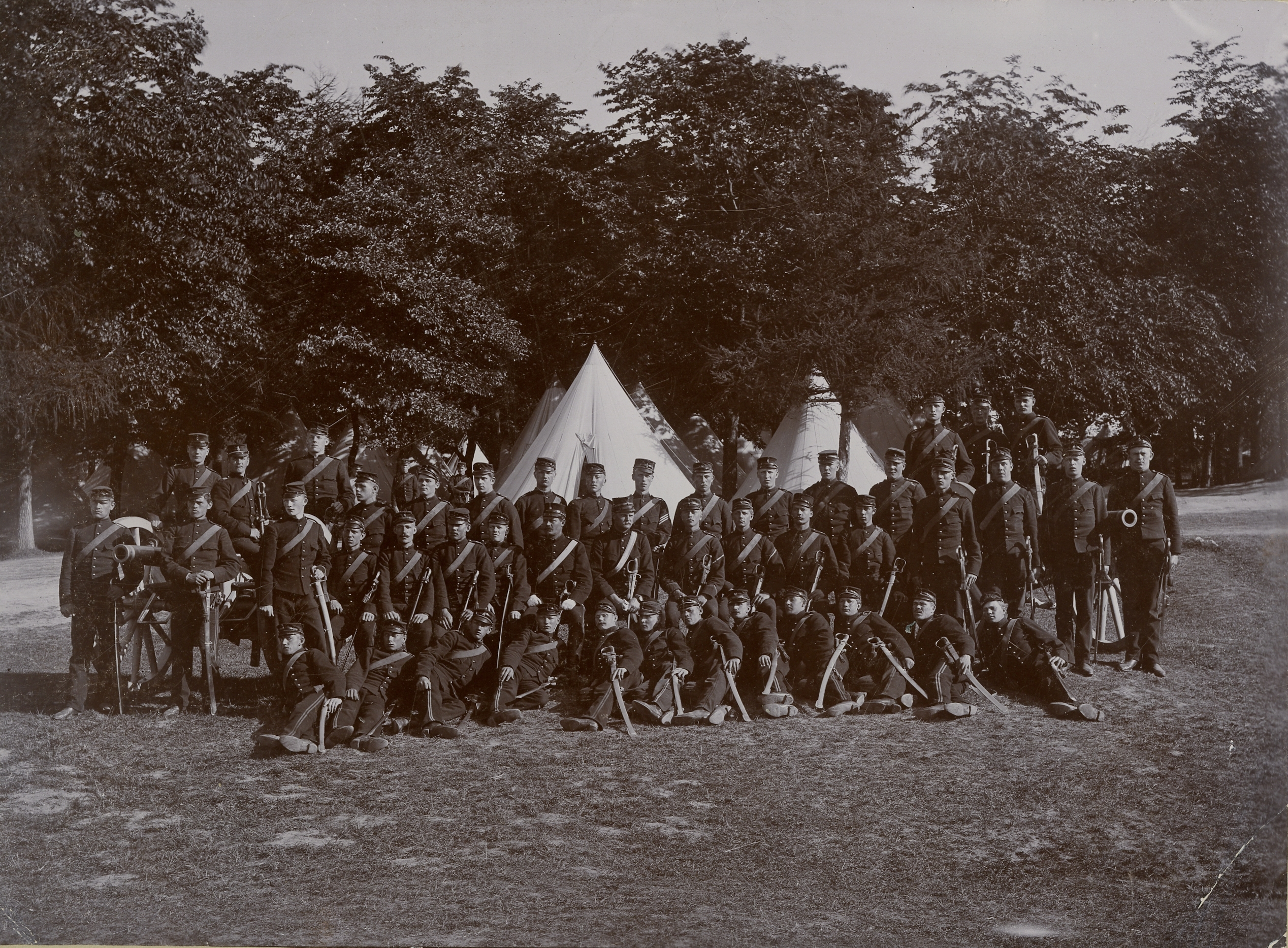
Grupporträtt av soldater vid Svea artilleriregemente A 1 på Ladugårdsgärde.

Året därpå (1877) samlades en grupp i Hushållsskolan Cronius sällskapsvåning på Jakobsbergsgatan i Stockholm för att diskutera åtgärder för att bistå och stötta stockholmsgarnisonens personal, främst artilleristerna som i avsaknad av kasern var förlagda i förhyrda lokaler på Ladugårdslandet och bland vilka dryckenskap var tämligen allmän. Ladugårdsgärdet var beläget på det område som idag utgör Östermalm och under det sena 1800-talet ett slumområde bebyggt med regementenas kaserner och flerbostadshus. Sverige var ett av Europas fattigaste länder och soldaternas lön bestod ofta av brännvin. På mötet närvarade bland andra bataljonspredikanten J. Wikander, pastor A. Leuvgren, friherre Philip Hierta och missionsläraren Karl August Andersson-Meijerhelm. Bakgrunden var de sociala missförhållanden som präglade soldaternas och deras familjers livssituation vid huvudstadens förläggningar. I första hand tog missionen sikte på att skydda de värnpliktiga från dryckenskap.. En annan bevekelsegrund var den kristna omvändelsetanken. Stockholmsväckelsen under 1870-talet under ledning av predikanten lord Radstock hade fört den svenska högreståndsmiljön närmare Gud och man ville nu föra tron vidare till andra. Föreningen Soldaternas Vänner i Stockholms första medlemsmatrikel upptar 31 högre officerare, fyra präster, fyra grevar, tre hovpredikanter, sex friherrar, fem direktörer, tolv grosshandlare, tre byggmästare, fyra generalskor och några överstinnor.
Soldathemmet strävade efter att vara ett hem för den kristna tron och att skapa tro hos unga. Föreningen Soldaternas Vänner i Stockholms första stadgar lyder: "Detta sällskap, som kallas 'Föreningen Soldaternas Vänner i Stockholm', har till ändamål att verka för soldaternas andliga och sedliga lyftning. Det medel föreningen vill använda för vinnande av detta ändamål är i första rummet Guds ord men även annan kristlig och allmännyttig läsning." Ordet "läsning" bytes senare ut till "verksamhet". Genom tiderna har stadgarna ändrats.
Under de kommande åren utökades verksamheten snabbt till andra orter. Liknande föreningar bildades på andra regementsorter. År 1899, 22 år efter att Föreningen Soldaternas Vänner i Stockholm etablerades, grundades Förbundet Soldaternas Vänner, ett samarbetsorgan för de nyblivna föreningarna. Detta innebar stadgeändringar och omorganisering. Föreningen Soldaternas Vänner i Stockholm upphörde att vara en rättslig organisation. Den finns dock kvar som en stödorganisation för den nya föreningen Soldathemmet vid Livgardet.
Organisationen Förbundet Soldaternas Vänner bytte år 1967 namn till nuvarande Svenska Soldathemsförbundet.

### Förbundssekreterare
- Gunnar Marstorp 19??–1996[22]
- Åke Lindh 1996–1999[22]

### Generalsekreterare
- Åke Lindh 1999–2000[22]
- Bengt Pernholm 2000–2004
- Björn Rubensson 2004–2011
- Andreas Philipsson 2011–

### Förbundsordförande
- Generalen, friherre Axel Rappe 1899–1918[23]
- Fd viceamiralen, Prins Oscar Bernadotte 1918–1953
- Kommendörkapten Oscar von Malmborg 1953–1956
- Överste Thor Cavallin 1956–1966
- Missionsföreståndare Gösta Nicklasson 1966–1974
- Prosten Karl-Erik Svärd 1974–1986
- Direktör Lars-Eric Ericsson 1986–1992
- Kyrkoherde Bengt Larsson 1992–1996
- Prosten Christer Eriksson 1996–2000
- Förutvarande riksdagsledamoten Gunnar Thollander 2000–2002
- Ann-Charlotte Leijon 2002–2006
- Förutvarande riksdagsledamoten Runar Patriksson 2006–2010
- Överste Johan Rydén 2010–

## Svenska soldathem
- Arvidsjaur soldathem
- Marinhemmet Berga
- Konung Oscar II:s Soldathem, Boden
- Soldathemmet i Eksjö
- Enköpings soldathem
- Gotlands soldathem
- Göteborgs soldathem
- Halmstad Soldathem
- Karlsborgs soldathem, Drottning Victorias soldathem
- Stiftelsen Militärhemmet i Karlskrona i samverkan med Karlskrona soldathem
- Soldathemmet vid Livgardet, Kungsängen
- Kvarn och Linköpings soldathem
- Luleås soldathem
- Revingehed soldathem
- Ronneby soldathem
- Skövde Soldathemsförening Prins Oscar Bernadotte (filial i Villingsberg)
- Sollefteå soldathem
- Såtenäs soldathem
- Soldathemmet Uppsala Garnison
- Umeå soldathem
- Östersunds soldathem